# 2015年日本

## 國家領導人
- 天皇：明仁
- 内閣總理大臣：安倍晉三（自由民主黨）
- 眾議院議長：町村信孝（自由民主黨）、大島理森（自由民主黨）
- 參議院議長：山崎正昭
- 最高裁判所長官：寺田逸郎

## 年度概要

### 2015年新语、流行语
以下列出入围2015年新语、流行语大赏前十位的日本流行用语，括号内容包括流行用语原文以及获奖流行用语的领奖代表或流行用语出处。
- 年度大奖：
  - 爆買（羅怡文）
  - Triple Three（トリプルスリー，柳田悠岐、山田哲人）
- 入围前十：
  - “不能原谅安倍政府”（「アベ政治を許さない」，澤地久枝）
  - “放心吧，我有穿哦”（「安心して下さい、穿いてますよ。」，總之很開朗安村）
  - 一億總活躍社会（一億総活躍社会，安倍晋三）
  - 会徽（2020年东京奥运会组委会）
  - 五郎丸（五郎丸，五郎丸歩）
  - SEALDs（シールズ，奥田爱基）
  - 无人机（ドローン，野波健藏）
  - “每日，修造！”（『まいにち、修造!』，松冈修造）

### 2015年的漢字
選出代表這一年的漢字「安」。原因如下：
- 安倍晉三政權下，通過新安保法案，贊否兩論，贊成派和反對派都在國會和全國各地舉行集會；
- 迎來戰後70週年，民眾希望今後國家都能平安；
- 伊斯蘭國殺害兩名日本人質，巴黎發生連環恐怖襲擊……世界上人們安全受到威脅的事態不斷發生；
- 全球規模的異常氣候導致世界各地災難頻發，引致人們不安；
- 旭化成的樓盤打樁數據篡改問題，使人們對居住環境的不信任和不安增加；
- 大眾汽車廢氣排放作弊事件、化血研疫苗造假問題，與生活息息相關的動搖安全性的事件不斷發生；
- 搞笑藝人總之很開朗安村憑「放心吧，我有穿哦。」（安心して下さい、穿いてますよ。）的段子博得廣泛人氣。[2]

## 大事時序

### 1月
- 1月2日，厚生勞動省公佈2014年只有約100萬人出生，創歷史新低，扣減近127萬死亡人數後，日本人口連續8年錄得負增長。當局預計到2050年，日本人口可能低至9千7百萬人，比現時還要少3千萬人。[3]
- 1月7日，日本民主党公布该月党首选举的3名候选人，分别是长妻昭、冈田克也、细野豪志[4]。
- 1月8日
  - 因本田汽车漏报1700多起与该公司相关的交通事故，美国国家公路交通安全管理局给予其7000万美元的罚单[5]。
  - 原隶属于众人之党的4名参议院议员和已离开次世代党的安東尼奧·豬木在7天前共同成立的名为“让日本更加有活力会”（日本を元気にする会）的新党已于当天通过了东京都选举管理委员会向总务相提交的成立新党的申请，并领取了1亿2000万日圆的政党交付金，党首由松田公太担任[6]。
- 1月9日
  - 乐天控股（ロッテホールディングス）创办者重光武雄的长男重光宏之的副董事长一职被解除[7]。
  - 北星学园大学非常勤讲师植村隆向东京地方裁判所提出诉讼，要求东京基督教大学教授西冈力以及发行《周刊文春》的文艺春秋社就指控其于1991年在《朝日新闻》撰写的有关慰安妇的报道属捏造一事刊登道歉广告并支付赔偿金1650万日圆[8]。
- 1月14日，日本首相安倍晋三批准采购侦察机以及F-35闪电II战斗机战斗机以加强中日东海争议海域的防御力量[9]。
- 1月15日，日本－澳大利亚经济合作协议（英语：Japan–Australia Economic Partnership Agreement）正式生效[10]。
- 1月16日，东京地方裁判所一审审理最后一名被抓捕的奥姆真理教通缉犯高桥克也所涉案件[11]。
- 1月18日
  - 日本首相安倍晋三访问约旦，并会见约旦国王阿卜杜拉二世，承诺将向约旦提供147亿日圆的援助，其中120亿日圆用于贷款，另外27亿日圆则用于向难民营提供物质及医疗上的援助[12]。
  - 冈田克也在日本民主党代表选举中胜出，接替海江田万里再度出任民主党代表[13]。
- 1月20日，伊斯兰国威胁称如果没有收到2亿美元赎金，将杀害被绑架的两名日本人质汤川遥菜和后藤健二[14]。
- 1月23日，横纲白鹏超越了大鹏幸喜，创下了大相扑史上33回幕内夺冠的纪录[15]。
- 1月24日，日本政府称正在确认伊斯兰国杀害日本人质汤川遥菜的图像[16]。
- 1月25日，北桥健治在北九州市市长选举中以压倒性优势战胜其他的2位候选人，连续第三次取得胜利，并再度当选北九州市市长[17]。
- 1月28日，日本第三大航空公司天马航空根据《民事再生法》向东京地方裁判所申请破产保护[18]。

### 2月
- 2月1日
  - 伊斯兰国公开了另一名日本人质后藤健二被斩首的视频。首相安倍晋三对此表示强烈愤慨，并称日本将与国际社会合作，誓要令恐怖分子对其罪行付上代价，亦会对与伊斯兰国激进分子作战的国家提供人道援助[19]。
  - 日本宇宙航空研究开发机构与三菱重工在位于鹿儿岛县的种子岛宇宙中心使用H-IIA运载火箭发射了一颗情报收集卫星（日语：情報収集衛星）[20]。
- 2月2日，东京最高裁判所驳回了秋叶原杀人事件的主犯加藤智大的上诉，维持其死刑判决[21]。
- 2月5日，和歌山县纪之川市的一名小学5年级男学生被一名男子用刀刺中右胸，送院3小时后身亡[22]。十多天后，涉案的男子被警方抓获[23]。
- 2月6日，参议院本会议以231票高票通过针对伊斯兰国斩杀日本人质的谴责决议[24]。
- 2月10日，盛冈地方裁判所判处AKB48握手会伤人事件的主犯梅田悟监禁6年[25]，被告没有上诉[26]。
- 2月12日，隶属于海上自卫队鹿屋航空基地的一架OH-6A直升機在宫崎县蝦野市坠毁，机上的3名自卫队队员全部遇难[27]。
- 2月20日
  - 一具全裸男性的尸体在川崎市川崎区多摩川被发现，经警方认定被害人是当地的一名13岁中学生。同月27日，当地警方逮捕了涉嫌杀害被害人并丢弃尸体的3名未成年人[28]。
  - 涉嫌在2009年5月杀害爱知县蟹江町母子3人的一名中国籍男性被名古屋地方裁判所判处死刑[29]。
- 2月22日，冲绳县与那国町就是否赞成部署陆上自卫队沿岸监视部队举行居民投票，据统计，此次投票的投票率超过85%，其中赞成票有632票，而反对票则为445票[30]。
- 2月23日
  - 农林水产大臣西川公也因为政治献金丑闻决定辞去职务，现有职务由林芳正继任[31]。
  - 日本在2001年与韩国缔结的通货交换协定正式到期[32]。
- 2月26日
  - 威廉王子首次到访日本，并来到了受2011年日本东北地方太平洋近海地震影响的福岛县和宫城县[33]。
  - 最高裁判所第一小法庭就大阪的水族馆海遊館的两名男性管理人员对女性部下发出性骚扰言论一事作出裁定，认为给予两人停职的处分得当，并推翻了大阪地方裁判所的二审判决[34]。
- 2月27日，波兰总统布罗尼斯瓦夫·科莫罗夫斯基访问日本，期间与安倍首相就安全以及能源领域的合作达成一致[35]。

### 3月
- 3月1日，鸟取机场正式以“鸟取沙丘柯南机场”作为昵称。该昵称的来源为著名漫画《名侦探柯南》，其原作青山刚昌的故乡正是鸟取县。[36]
- 3月2日，2019年世界杯橄榄球赛筹备委员会在爱尔兰都柏林公布了12个会举办该届世界杯的场馆，其中包括位于受东日本大震灾影响的岩手县釜石市的一个新的场馆[37]。
- 3月3日，微软创始人之一保罗·艾伦在Twitter上宣布由他带头的一个科考团队已经在菲律宾锡布延海海底1000米处找到了沉没的日军舰船武藏号战列舰[38]。
- 3月5日，文部科学大臣下村博文在众议院预算委员会中承认自己曾收受不当政治献金，并曾要求相关团体不要向媒体谈及此事[39]。
- 3月7日，随着首都高速中央环状线品川线的开通，此环状线全线通车。另外山手隧道大井JCT-大桥JCT路段的开通也令山手隧道成为日本最长的公路隧道。[40]
- 3月9日，德国总理安格拉·默克尔访问日本，与安倍首相进行首脑会谈，会谈期间两人讨论了乌克兰问题以及俄罗斯重返八国集团的话题，另外两国也就打击恐怖主义以及推进联合国安全理事会改革等议题达成一致[41]。
- 3月10日
  - 日本连锁便利商店FamilyMart和UNY共同宣布，两者计划于2016年9月合并，打造日本第二大连锁便利店[42]。
  - 前首相鸠山由纪夫无视日本政府的劝告，使用俄罗斯签证前往克里米亚半岛，展开了为期3天的访问，期间受到了克里米亚共和国副总理的欢迎。外务大臣岸田文雄对鸠山访问克里米亚一事表示遗憾[43]。
- 3月12日，于2014年在夏威夷因涉嫌在2007年1月杀害其日本籍妻子而被捕的46岁男子在供述中承认自己在杀害被害人后将其尸体弃于加州的一个沙漠里[44]。
- 3月14日，北陆新干线开通长野－富山－金泽路段，令东京至金泽的行程缩短至2小时28分[45]。
- 3月14日－18日，仙台市举办联合国国际防灾会议，会议中各国针对今后应采取的新的防灾以及减灾对策等问题展开讨论，会议期间通过了“仙台行动框架”[46]。
- 3月17日，内阁官房长官菅义伟在记者会上就日本是否会加入由中华人民共和国主导的亚洲基础设施投资银行表态，称日本对此持慎重态度，暂不考虑加入亚投行[47]。
- 3月18日，首相安倍晋三表态谴责导致包括3名日本人在内的至少19人死亡的巴爾杜博物館槍擊案，并称东京方面正在收集更多的信息[48]。
- 3月21日，受东日本大震灾影响的石卷线女川站重建完成并恢复营业，至此石卷线全线重开[49]。
- 3月25日，海上自卫队最大的护卫舰出云号正式服役[50]。
- 3月27日，历经约5年的维修，日本第一个登录的世界遗产姬路城重新向游客开放[51]。

### 4月
- 4月2日，佳子内亲王就读国际基督教大学[52]。
- 4月4日，位于奈良县的长谷寺以及岡寺疑似遭不明人士泼油[53]。之后其他地方也被发现遭人喷洒油渍，对寺院造成破坏[54]。
- 4月5日，内阁官房长官菅义伟访问冲绳县，并与冲绳县知事翁长雄志讨论普天间基地迁移问题，期间翁长仍表态反对迁移普天间基地，两人未能就此问题达成共识[55]。
- 4月8日，天皇明仁与皇后美智子访问帕劳，成为首位访问该国的日本天皇。期间他们出席了帕劳总统汤米·雷门格绍主办的晚餐会[56]。第二天他们访问了佩莱利乌岛，并向太平洋战争慰灵碑献花[57]。
- 4月9日，参议院于该日傍晚通过了总额达96兆日圆的2015年度总预算案[58]。
- 4月10日，日经平均指数在交易时段上升到20000点，是2000年4月17日以来的首次[59]。
- 4月14日
  - 福井地方裁判所就福井县居民要求暂停重启核电站机组的申诉作出判決，要求关西电力公司暂停重启高滨核电站3、4号机组的计划[60]。
  - 由韩国仁川飞往日本广岛的韩亚航空162号班机因进场高度过低，撞上跑道前端仪表着陆系统的天线。机上81名乘客中有27人受伤，无人遇难[61]。
  - 韩国政府解除了被指对韩国总统朴槿惠的名誉造成损害的《产经新闻》前首尔支局长加藤达也的出境禁令，加藤于当日晚些时候返回日本[62]。
- 4月15日，厚生劳动省宣布，因在位于神奈川县川崎市的圣玛丽安娜医科大学附属医院工作的20名精神科医务人员通过不正当途径获取指定医师资格，决定吊销他们的医师资格。事后该医院院长在记者会上就此事向公众道歉[63]。
- 4月17日，首相安倍晋三会见冲绳县知事翁长雄志并与其讨论普天间基地迁移问题，但双方未能达成共识[64]。
- 4月22日
  - 鹿儿岛县地方裁判所作出判决，驳回了萨摩川内市居民要求暂停重启川内核电站两个核反应堆的申诉[65]。
  - 在首相安倍晋三前往印尼雅加达出席万隆会议60周年纪念活动之际，一架携带有放射性铯的无人机被发现降落在日本首相官邸的楼顶[66]，经查实，该无人机由中国企业大疆创新制造[67]。两天后，一名40岁的男子到福井县小浜警署自首，声称他操控无人机飞进首相官邸是为了抗议日本的核电政策[68]。
- 4月26日，位于北海道苫小牧市的一间工厂发生火灾，导致4人死亡[69]。
- 4月30日，最后一名被抓捕的奥姆真理教通缉犯高桥克也被判处无期徒刑[70]。

### 5月
- 5月1日
  - 由当天起，日本的运营商合约机解锁正式义务化[71]。
  - 首相安倍晋三在访问美国洛杉矶期间称，他将在8月发表的二战70周年谈话中展示日本未来的发展方向[72]。
- 5月3日，外务大臣岸田文雄与古巴外交部长布鲁诺·罗德里格斯举行会谈，称日本会加强和古巴的经济合作，并向古巴提供更多经济援助[73]。
- 5月4日，国际古迹遗址理事会将九州、山口的近代化工业遗产群的全部23个设施列入申遗建议名单[74]。
- 5月6日，日本气象厅针对箱根山近日的火山活动情况发布火山喷发预警，将预警级别由1级上调至2级[75]。
- 5月8日，日本救灾队伍结束了在尼泊尔地震灾区的救灾工作[76]。
- 5月12日，颱風紅霞以时速80至90公里之高速横扫琉球群岛[77]，之后转为温带气旋，并掠过九州岛以及本州岛，给该岛多处地方带来强降水[78]。
- 5月13日，丰田和马自达于当天宣布将在绿色环保技术等领域展开中长期的合作[79]。
- 5月17日
  - 大阪市舉行「大阪都構想案」的公民投票，在有投票權的210萬4076人之中，投票率66.83%，反對票70萬5585票、贊成票69萬4844票，公投未過關[80]。大阪市市长桥下彻於當晚宣佈市長任期在12月屆滿後，不再競選並退出政壇[81]。
  - 约3.5万日本民众在冲绳县那霸市集会反对在名護市边野古修建美军基地[82]。
- 5月19日，松野赖久接任此前因为“大阪都構想案”未获通过而辞职的江田憲司，成为维新党新的党代表[83]。
- 5月21日，首相安倍晋三的夫人安倍昭惠在其Facebook上称她在同日参拜了靖国神社[84]，这引起了中国官方的不满。[85]
- 5月22日，当地时间22时28分，奄美大岛近海发生里氏5.1级地震，震源深度21公里，此次地震并未引发海啸[86]。
- 5月29日，当地时间上午9时59分，位于鹿儿岛县的口永良部岛新岳发生火山爆发，喷发高度达9000米，并导致1名居民受伤[87]。
- 5月30日，当地时间20时23分，小笠原諸島附近海域发生日本气象厅地震规模8.1级地震，震源深度约682公里[88]。

### 6月
- 6月1日，千葉縣警方針對日本各寺院遭潑油事件，以涉嫌損毀建造物之罪名對一名居住在美國紐約的男子提出逮捕令。該男子是一名醫師，擁有日本國籍，創立了一個基督教系的新興宗教IMM（日语：インターナショナル・マーケットプレイス・ミニストリー）[89][90]。據信，該名男子從2013年夏天起就在教團聚會上向信徒傳播對古城、寺廟、神社等古建築潑油以祛除晦氣的思想[91]。
- 6月3日，防卫大臣中谷元访问澳大利亚，并与澳大利亚国防部长凯文·安德鲁斯举行会谈，会谈期间两国就加强国防方面的合作达成共识[92]。
- 6月4日
  - 当地时间凌晨4时34分，北海道钏路地方中南部发生里氏5.0级地震[93]。
  - 日本众议院通过了公职选举法修正案。并将该案移送至参议院。该修正案通过后，日本18岁以上的公民将拥有投票权。该修正案通过后预计将于2016年参议院议员选举时实施[94]。
- 6月7日，青森县举行知事选举，最终三村申吾击败首次参选该职位的大竹进，成功连任青森县知事[95]。
- 6月7日－8日，首相安倍晋三前往德国巴伐利亚自由州加尔米施-帕滕基兴县参加为期2天的第41届七国集团会议，此次七国集团峰会的议题包括经济、气候与地缘政治尤其是乌克兰问题，而安倍则在这次峰会上提到克里米亚问题以及南海问题，他还在提及亚投行问题时强调解决腐败等问题是必要的[96]。
- 6月10日，隶属于三菱集团的跨国保险控股公司东京海上控股称同意以75亿日圆收购美国保险公司HCC，该公司声明，此次收购预期将在同年10月至12月完成[97]。
- 6月11日
  - 因应韩国爆发中东呼吸综合征疫情，厚生劳动省发布了针对中东呼吸综合征的防控通知，称一旦日本出现患有此病症的患者，密切接触者应该避免外出[98]。
  - 九州地方进入梅雨季节，多地普降大雨，对此日本气象厅在当天晚些时候针对水位上涨以及低洼地区浸水等灾害发布警戒，而针对熊本县过半数的市町村以及长崎县的云仙市以及南岛原市则发布泥石流灾害预警，呼吁居住在这些地方的居民迅速避难[99]。
- 6月16日，日本气象厅称，群马县、长野县境内的浅间山出现小规模的喷火。气象厅在山顶处观测到火山喷出的烟，同时还在浅间山的北侧约4公里处探测到微量的火山灰，浅间山上一次喷发是在2009年5月27日[100]。
- 6月17日，将选举年龄由20岁下调至18岁的公职选举法在参议院正式获得通过，该法案将于2016年夏举行的参议院选举正式开始实施[101]。
- 6月18日
  - 丰臣秀吉在16世纪末建立的最初期的伏見城的遺構在京都市伏見区被发现[102]。
  - 日本气象厅称，鹿儿岛县口永良部岛新岳在12时17分再度喷发，此次喷发与5月29日的那次相比规模较小[103]。
- 6月24日，日经平均指数在日本标准时间10时02分上升132.65点，报20,942.07点，升至19年以来的最高位[104]。
- 6月25日，在2007年8月24日杀害一名31岁女性的44岁男姓嫌犯神田司被执行死刑，此次死刑是第3次安倍内阁建立以来执行的第一次[105]。
- 6月30日，東海道新幹線的一列從東京開往新大阪的225次希望號列車，行駛在小田原市內路段時，一名男性乘客突然在第一車廂內淋油自焚當場身亡，同時造成同車廂內一名女性吸入過多濃煙傷重不治[106]。

### 7月
- 7月5日
  - 群马县举行知事选举，大泽正明击败由日本共产党推荐的萩原贞夫，第3次当选群马县知事，此次知事选举的投票率只有31.36%，创下最低纪录[107]。
  - 因二战强征历史而在申遗问题上遭中国和韩国反对的九州、山口的近代化工业遗产群在德国波恩举办的第39届世界遗产大会上正式入选世界遗产名录[108]。
- 7月6日，本田公司因最近发酵的高田气囊质量问题召回部分装有高田公司生产的气囊的汽车，社长八乡隆弘也在记者会上就此问题向公众道歉[109]。
- 7月9日，日本和美国举行事物级跨太平洋战略经济伙伴关系协议谈判[110]。
- 7月16日
  - 日本眾議院在反對派議員杯葛以及部分市民的抗议下，通過解禁集體自衛權的新安保法案[111]。中國外交部指，這是戰後前所未有的舉動，令人質疑日本是要改變和平發展道路[112]。
  - 出身台湾台北市，居住于日本的作家王震绪（日本名東山彰良）凭小说《流》获得第153届直木奖，而芥川奖则颁发给了羽田圭介和又吉直树[113]。
  - 台风浪卡在高知县室户市登陆，给日本多地带来强降雨天气[114]。
- 7月17日，在民众和政界的巨大压力之下，首相安倍晋三宣布，2020年东京奥运会主场馆新国立竞技场的原建设计划因预算严重超支而被废止[115]。
- 7月18日，京都纵贯自动车道的京丹波IC至丹波IC段开通，至此京都纵贯自动车道全线开通[116]。
- 7月21日，东芝受会计丑闻影响，其第三任社长田中久雄以及公司的8位董事被迫辞职，室町正志将临时担任社长[117]。
- 7月23日，日本宇航员油井龟美也乘坐联盟号宇宙飞船，飞往国际空间站执行任务[118]。
- 7月24日
  - 2020年东京奥运会组委会正式公布了东京奥运会会徽以及东京残奥会会徽，该会徽由设计师佐野研二郎设计[119]。
  - 日本经济新闻社正式收购英国《金融时报》集团，收购额为8亿4400万英镑，约合1600亿日圆。日本经济新闻社社长喜多恒雄表示，该社将维持《金融时报》编辑权的独立[120]。
- 7月26日，一架Piper PA-46轻型飞机在东京都调布市坠落，机上5人中有2人死亡[121]。
- 7月28日－8月8日，第23次世界童军大露营在山口县山口市举行，此次露营的主题是“和：团结的精神”（Wa: A Spirit of Unity）[122]。
- 7月30日，日本媒体报道称佐野研二郎设计2020年东京奥运会会徽以及2020年东京残奥会会徽与比利时列日剧院的标志雷同，随后列日剧院标志的设计者奥利维·德比（Olivier Debie）要求东京奥运会组委会停用此会徽[123]。

### 8月
- 8月6日，当天是广岛市遭原子弹袭击70周年，当地在和平纪念公园举行纪念仪式，共有至少100个海外国家派代表出席了纪念仪式，此次纪念活动共有5万5000人参加[124]。
- 8月9日
  - 埼玉县举行知事选举，上田清司在此次选举中成功连任该职，此次选举的投票率仅为26.63%[125]。
  - 当天是长崎市遭原子弹袭击70周年，和广岛市一样，当地也举行了纪念仪式，总共有75个海外国家派代表出席此次纪念活动[126]。
- 8月11日，鹿儿岛县川内核电站依照日本原子能机构制定的新标准重启其1号反应堆[127]。
- 8月13日，一名居住在大阪府寝屋川市女子中学生的遗体在高槻市被发现[128]。大阪府警经过几天的调查取证，在寝屋川市抓获一名45岁男子。之后，警方根据线索，在柏原市的林子里找到生前陪同这名女中学生出行的男学生的遗体[129]。
- 8月14日，首相安倍晉三發表戰後70周年談話，就二戰侵略行為及殖民統治表達「痛切反省」及「由衷歉意」，又強調希望能夠有機會與中國國家主席習近平會談。安倍在談話中迴避了直接表示「反省」和「道歉」，只是以回顧歷屆內閣，歷史認識立場的方式間接提及。安倍又首次提出，戰後出生的日本人不應再背負繼續謝罪的宿命[130]。中國及韓國均認為，安倍的談話措辞暧昧，欠缺誠意[131]。1995年發表村山談話的日本前首相村山富市認為，「安倍談話」只是堆砌華美詞句，焦點模糊，普遍化及矮化殖民統治、侵略的意義[132]。
- 8月15日
  - 日本政府在戰敗投降70周年舉行官方儀式，悼念日本二戰死難者。日皇明仁首次提到「深切反省戰爭」。儀式在東京武道館舉行，日皇明仁夫婦、首相安倍晉三、以及約7,000名死難者遺屬出席，悼念超過300萬名日本二戰死難者。安倍致辭時說，死難者的犧牲為日本帶來和平及繁榮，強調不會重蹈戰爭覆轍[133]。
  - 日本气象厅于日本标准时间10时15分将鹿儿岛县樱岛的火山爆发警戒至第4级的“预备逃难”状态，要求昭和火山口、南岳山顶火山口附近3公里的有村町、古里町的51户、共计77位居民做好避难准备[134]。
- 8月16日起，东日本旅客铁道接连发生电缆套管起火事件，警方介入调查，并怀疑这些起火事件系人为纵火[135]。
- 8月19日，经历两次延期后，鹿儿岛县种子岛宇宙中心于当地时间20时50分使用H2B火箭发射了“鹳”号无人货运飞船，用来向国际空间站运送补给物资[136]。
- 8月20日，广岛县举行慰灵式，哀悼在去年同日发生的泥石流灾害中逝世的75人[137]。
- 8月23日，随着最后一趟北斗星号列车到达终点站，服役26年的北斗星号列车正式退役[138]。
- 8月24日，日本发射的“鹳”号补给用无人货运飞船抵达国际空间站，并成功与国际空间站对接[139]。
- 8月27日，日本最大的黑帮山口组旗下的13个团体被踢出门户，与山口组断绝联系，此事被外界视为山口组分裂的迹象[140]。
- 8月30日，纪势自动车道的南紀白浜IC－周参见南IC段正式通车[141]。

### 9月
- 9月1日，因标志涉嫌抄袭，2020年东京奥运会组委会宣布停用佐野研二郎所设计的奥运会以及残奥会会徽[142]。
- 9月3日，北京举行纪念中国人民抗日战争暨世界反法西斯战争胜利70周年阅兵，对此日本内阁官房长官菅义伟在上午召开的记者会上表示，中国不应该把焦点放在过去不幸的历史，而是应该面对国际社会面临的共同课题，且“日本政府已向中国提出了这个看法”[143]。
- 9月8日
  - 首相安倍晉三在無對手下連任執政自民黨總裁，成為繼2001年前首相小泉純一郎後，另一個無需經投票就當選的自民黨總裁。意味安倍的首相任期將會延長多三年，至2018年9月[144]。
  - 横滨银行和东日本银行已就经营合并问题达成一致，两行计划于2016年4月合并。合并后，两行可以各自的名义继续经营，同时两行将以17.5兆日圆（2015年3月数据）的总资产成为日本最大地方银行集团[145]。
- 9月8日－10日，強烈熱帶風暴艾濤橫過本州中西部，關東地方暴雨成災，共造成8死46傷[146]。
- 9月11日，日本生命保险宣布已就收购三井生命保险一事达成基本协议，截至当天为止，收购额尚未确定下来，收购成功后，三井生命保险将成为日本生命保险的子公司，三井生命保险可继续以原有的名义经营[147]。
- 9月14日，根据日本气象厅的消息，熊本县阿苏山中岳于当地时间9时43分发生火山爆发[148]。
- 9月14日至9月16日，埼玉县熊谷市接连发生杀人事件，共有6人被害。17日，嫌犯在与警方对峙时试图自杀但未成功，最后他被送往医院并被警方控制[149]。
- 9月15日，警方抓获一名涉嫌烧毁东日本旅客铁道电缆套管的42岁男子[150]。
- 9月16日，JR北海道与JR东日本共同发布北海道新干线新青森－新函馆北斗区间的运行计划，预计将于2016年3月26日通车[151]。
- 9月18日，岩手县久慈市沿岸观测到由智利8.3级地震引发的高约80厘米的海啸[152]。
- 9月19日，參議院全體會議凌晨在爭議聲中以148票贊成、90票反對通過解禁集體自衛權的安保法案。首相安倍晉三在法案通過後表示，安保法是達致和平的重要基礎。他承認民調顯示法案未得到全民認同，今後會繼續向日本國民詳細解釋法案的內容。包括民主黨等五個在野黨為阻止法案在國會通過但未能成功[153]。
- 9月21日，旅日香港歌手陈美玲在她的个人Twitter上收到一则恐吓留言，留言称将以其不赞成儿童色情图像传播为由刺杀她，警视厅随即展开调查，之后抓获一名涉事少年[154]。
- 9月25日，文部科学大臣下村博文在记者会上称将对2020年东京奥运会主场馆新国立竞技场因预算超支而作废一事承担责任，同时辞去文部科学大臣一职[155]。
- 9月28日，2020年东京奥运会组委会公布最终筛选出的新增项目名单，名单中有棒球/垒球、空手道、滑轮、攀岩及冲浪这五个大项，组委会表示正在为向国际奥委会提交申请做最后调整[156]。
- 9月29日，印度尼西亚总统特使在访日期间向日本政府表示，印尼将在其第一条高铁的建设项目中将采用中国的方案，意味着日本没能成功中标印尼高铁项目，内阁官房长官菅义伟在得知这一消息后表示“难以理解，非常遗憾”[157]。

### 10月
- 10月1日
  - 日本进行第20次人口普查[158]。
  - 日本體育廳正式设立，第一任厅长为日本游泳联盟前会长铃木大地[159]。
  - 大阪维新会党代表桥下彻以及干事长松井一郎在大阪的一家宾馆举行记者会，公布关于组建新大阪维新会（おおさか維新の会）的部分详细信息[160]。
  - 肥后银行与鹿儿岛银行正式合并，同时两行成立九州金融控股公司，总公司位于熊本市[161]。
- 10月5日，北里大学特别荣誉教授大村智因为“发现治疗蛔虫寄生虫的新疗法”与美国籍爱尔兰裔科学家威廉·塞西尔·坎贝尔和中国女科学家屠呦呦共同获得诺贝尔生理学或医学奖[162]。
- 10月6日，日本物理學家梶田隆章因「發現了中微子震盪，证明了中微子具有質量」與加拿大物理学家阿瑟·麥克唐納分享諾貝爾物理學獎[163]。
- 10月7日，第3次安倍改造内阁于当日组成，阁僚19人当中有9人留任。8人为首次入阁[164]。
- 10月8日，强热带风暴彩云接近北海道，为北海道沿岸带来强降水天气[165]。
- 10月13日，冲绳县知事翁长雄志宣布撤销前任冲绳县知事发放的名护市边野古近海填海造地工程的许可[166]。对此美国回应称普天间基地迁移计划不会改变，并称将与日本政府联合推进这一计划[167]。
- 10月15日，由于分党谈判破裂，维新党决定对欲加入新大阪维新党的160人给予开除党籍处分[168]。
- 10月16日，日本和埃及、塞内加尔、乌克兰、乌拉圭等国共同当选为2016年至2017年联合国非常任理事国[169]。
- 10月20日，防卫大臣中谷元访问韩国，与韩国国防部长官韩民求讨论朝鲜半岛局势[170]。
- 10月26日，联合国一名观察员在结束对日本的视察后，要求日本政府采取更严厉的措施打压儿童色情[171]。
- 10月31日，新大阪维新会举办组党仪式，大阪市市长桥下彻、大阪府知事松井一郎以及19位大阪市国会议员参加了此次组党仪式[172]。

### 11月
- 11月1日，安倍晉三在大韓民國首都首爾與韓國總統樸槿惠和中國總理李克強會談，重啟中斷三年的中日韓領導人會議。[173]
- 11月2日
  - 据相关人士透露，旭化成在过去约10年间承包的3040个项目中，有大约300个项目涉及数据作假。对此旭化成的副社长平居正仁在记者会上承认确有此事，并向公众道歉[174]。
  - 早稻田大学宣布，因小保方晴子涉嫌学术造假，决定取消她的博士学位[175]。
- 11月5日
  - 东京都世田谷区正式承认同性婚姻，并接受同性伴侣宣誓书申请。而早在4月就承认同性婚姻的涩谷区亦于同日发放同性婚姻证明。[176]
  - 秋篠宫文仁亲王和秋篠宫妃纪子访问巴西，并会见当地的日本移民，期间两人对日本移民在推进日本－巴西关系发展当中所扮演的角色表示肯定[177]。
- 11月7日，东芝就会计丑闻将包括佐佐木则夫、西田厚聪、田中久雄三位前社长在内的5名高管告上法庭，要求他们赔偿3亿日圆，同时该公司亦惩处了26名涉事干部[178]。
- 11月11日，日本和韩国各自派代表在韩国首都首尔就慰安妇问题展开新一轮磋商[179]。
- 11月15日－16日，首相安倍晋三赴土耳其安塔利亚参加第10次二十国集团峰会[180]。
- 11月17日
  - 日本原子能规制委员会结束了对川内核电站的2号反应堆的最终检查，该反应堆已经开始了商业运转[181]。
  - 日本政府起诉冲绳县政府，要求冲绳县知事翁长雄志恢复名护市边野古近海填海造地工程的许可[182]。
- 11月18日－19日，首相安倍晋三赴菲律宾马尼拉参加二十三次APEC峰会，他在峰会中呼吁国际社会加强对恐怖主义的打击，峰会举行期间他还与美国总统贝拉克·奥巴马会面，两人提及南海问题以及反恐问题[183]。
- 11月22日，大阪府知事选举以及大阪市市长选举同时举行。在知事选举中，大阪维新会干事长松井一郎在知事选举中成功击败对手，获得连任。而大阪市市长选举方面，同属大阪维新会的吉村洋文以56.4%的得票率首次当选。两场选举的投票率分别为45.47%以及50.51%。[184]
- 11月23日，靖国神社南门一处洗手间发生爆炸，爆炸令现场留下一个空洞，警方已介入调查，此次事故并没有造成人员伤亡[185]。
- 11月28日，在日本J联赛的一场总冠军半决赛中，浦和红钻以1比3不敌大阪钢巴，赛后一名浦和红钻球迷在Twitter上发表针对大阪钢巴的一名巴西籍外援安德森·帕特里克（英语：Anderson Patric Aguiar Oliveira）的种族歧视留言。事件发生后，帕特里克本人回应称“完全没想到在日本会出这样的事”，而浦和红钻亦表示决不容忍种族歧视[186]。
- 11月30日，JR东日本E235系电力动车组先行量产编组在山手线正式投入运营[187]。

### 12月
- 12月1日
  - “爆买”和“Triple Three”获得了2015年新语、流行语大赏[1]。
  - 日本政府和东京都政府就2020年东京奥运会以及2020年东京残奥会主场馆新国立竞技场的建设开支的分担达成协议，日本政府将分担一半的开支，而东京都政府和体育振兴彩票分担剩下的费用[188]。
- 12月2日，俄罗斯联邦国防部部长谢尔盖·绍伊古称，俄罗斯已经着手在日俄争议岛屿上新建军事建筑群，对此内阁官房长官菅义伟在翌日的记者发布会上称日本一直都在留意俄罗斯方面的动态，并称希望能通过外交途径解决岛屿争端[189]。
- 12月6日，维新党党首投票于当天进行，结果松野赖久击败小野次郎，再次当选维新党党首[190]。
- 12月7日，日本民主党党首冈田克也与维新党党首松野赖久在国会内举行会谈，商讨两党合并事宜[191]。
- 12月10日，为应对近期频发的无人机事故，日本政府出台新《航空法》，对无人机的飞行加以管制[192]。
- 12月12日，日本和印度就高铁以及核能方面的合作达成协议，印度将采用日本的方案与技术修建高铁[193]。
- 12月15日，“安”获选为2015年日本年度汉字，“爆”字则屈居第2位[194]。
- 12月16日，日本最高裁判所就《民法》中“已婚夫妇必须统一姓氏”以及“离婚后一定时间内禁止再婚”这两项规定是否违宪作出判决，判定前者没有违反《宪法》，而后者则违反《宪法》[195]。
- 12月18日，桥下彻因任期届满不再担任大阪市市长，同时亦不再担任新大阪维新会代表一职，正式退出政坛[196]。
- 12月19日，NHK北見放送局2楼发生火灾，当地消防局出动9台消防车赶往现场参与灭火行动，此次火灾没有造成人员受伤[197]。
- 12月21日，次世代党正式更名为“守护日本之魂党”[198]。
- 12月22日，日本政府正式决定新国立竞技场将采用日本建筑家隈研吾的A设计方案，此方案预计建设费用约为1490亿日圆，预计完工时间为2019年11月30日[199]。
- 12月25日，橫濱市立中學一名前校長，在菲律賓等地姦淫少女，受害者高達12,600多人；他被橫濱地方法院判處有期徒刑2年，但獲准緩刑4年。65歲的高島雄平擔任菲律賓日本人學校教師和橫濱市立中學校長的十餘年間，多次往返菲律賓，以低廉價錢引誘菲律賓少女與他發生關係，期間還拍攝影片和照片。橫濱地方法院審判長指高島雄平利用菲律賓兒童的經濟困境犯罪，其行為有損日本人和教師聲譽。[200]
- 12月30日，国际纯粹与应用化学联合会和国际纯粹与应用物理联合会决定将第113号元素的命名权赋予日本理化学研究所研究团队（RIKEN），令该团队成为第一个取得新元素命名权的亚洲研究团队[201]。

## 逝世
- 1月24日（死亡公布日期）：汤川遥菜，日本军事商人，被伊斯兰国斩首（1972年4月27日出生）
- 1月31日（死亡公布日期）：后藤健二，日本记者，被伊斯兰国斩首（1967年9月22日出生）
- 2月8日：荣久庵宪司，日本工业设计家（1929年9月11日出生）
- 2月28日：松谷美代子，日本儿童文学作家（1926年2月15日出生）
- 3月7日：辰巳嘉裕，日本漫畫家、二手書店經營者（1935年6月10日出生）
- 3月31日：藤原可可亞，日本女性漫畫家（1983年4月28日出生）
- 4月1日：大川美佐緒，曾為全世界最長壽在世人物（1898年3月5日出生）
- 4月15日：多罗间俊彦，前日本皇族，明治天皇外孙（1929年3月24日出生）
- 4月22日：船户与一，日本小说家（1944年2月8日出生）
- 5月22日：丸山夏铃，日本女歌手（1993年8月2日出生）
- 6月1日：町村信孝，日本政治人物，曾任第75任眾議院議長（1944年10月17日出生）
- 7月5日：南部阳一郎，美籍日本物理学家，2008年诺贝尔物理学奖获得者（1921年1月18日出生）
- 7月5日：百井盛，日本男性人瑞（1903年2月5日出生）
- 7月11日：岩田聪，任天堂社长（1959年12月6日出生）
- 7月20日：鹤见俊辅，日本思想家（1922年6月25日出生）
- 8月3日：阿川弘之，日本作家（1920年12月24日出生）
- 9月5日：原节子，日本女演员（1920年6月17日出生）
- 9月19日：盐川正十郎，日本政治人物（1921年10月13日出生）
- 9月24日：川岛直美，日本女演员（1960年11月10日出生）
- 10月12日：熊仓一雄，日本男性配音员（1927年1月30日出生）
- 10月16日：盛田幸妃，日本职业棒球选手（1969年11月21日出生）
- 10月27日：松来未祐，日本女性配音员（1977年9月14日出生）
- 11月2日：加藤治子，日本女演员（1922年11月24日出生）
- 11月25日：白川澄子，日本女性配音员（1935年6月26日出生）
- 11月26日：辛岛昇，日本历史学家（1933年4月24日出生）
- 11月30日：水木茂，日本漫画家，代表作为《鬼太郎》（1922年3月8日出生）
- 12月9日：野坂昭如，日本作家，日本参议院前议员（1930年10月10日出生）
- 12月17日：早石修，日本医学家、生化学家（1920年1月8日出生）